# 첨도

첨도(尖度, 영어: kurtosis 커토시스[*])는 확률분포의 꼬리가 두꺼운 정도를 나타내는 척도이다. 극단적인 편차 또는 이상치가 많을 수록 큰 값을 나타낸다. 첨도값(K)이 3에 가까우면 산포도가 정규분포에 가깝다. 3보다 작을 경우에는(K<3) 산포는 정규분포보다 꼬리가 얇은 분포로 생각할 수 있다, 첨도값이 3보다 큰 양수이면(K>3) 정규분포보다 꼬리가 두꺼운 분포로 판단할 수 있다.

## 정의
실확률변수 {\displaystyle X}의 첨도 {\displaystyle \operatorname {Kurt} [X]}는 다음과 같다.
{\displaystyle \operatorname {Kurt} [X]={\frac {\operatorname {E} [(X-\operatorname {E} [X])^{4}]}{\operatorname {E} [(X-\operatorname {E} [X])^{2}]^{2}}}}

## 성질
n개의 확률변수 {\displaystyle X_{1},\dots ,X_{n}}이 서로 독립이며, 또한 같은 분산을 갖는다고 하자. 그렇다면 다음이 성립한다.
{\displaystyle \operatorname {Kurt} [X_{1}+\cdots +X_{n}]={\frac {1}{n^{2}}}\left(\operatorname {Kurt} [X_{1}]+\cdots +\operatorname {Kurt} [X_{n}]\right)}
만약 첨도가 정의될 수 있다면, 이는 적어도 1 이상이다. 첨도의 상한은 없으며, 임의로 클 수 있다.
{\displaystyle \operatorname {Kurt} [X]\geq 1}